# Dreifarbige Koralle
Die Dreifarbige oder Schöne Koralle (Ramaria formosa) ist eine Pilzart aus der Familie der Schweinsohrverwandten.

## Merkmale

### Makroskopische Merkmale
Die Fruchtkörper werden 6–20 cm hoch und breit; in einigen Fällen können sie eine Höhe von bis zu 30 cm erreichen. Die Färbung besteht aus drei unterschiedlichen Tönen. Der kräftige Strunk ist mit 3 cm Höhe und Breite recht kurz und reich verzweigt. Zunächst ist das Gebilde fleischfarben-orange gefärbt, bleicht aber mit der Zeit im unteren Bereich weißlich aus; im Alter ist er schließlich bräunlichgelb getönt. Die Äste stehen annähernd aufrecht, sind dicht gedrängt und an den Enden reich verzweigt. Sie sind matt orangerosa gefärbt. Die kleineren Zweige sind oft gekrümmt und von unten nach oben weißgelblich, ockergelb und hell gelbrötlich oder fleisch- bis lachsrosa gefärbt. Die Spitzen besitzen eine blass- bis zitronengelbe Tönung. Das zarte Fleisch ist weiß und besitzt einen etwas bitteren Geschmack. Auf Druck verfärbt es sich rot. 

### Mikroskopische Merkmale
Die elliptischen Sporen messen 8–15 × 4–6 Mikrometer; sie sind ocker gefärbt und besitzen eine raue Oberfläche. Die Hyphen besitzen Schnallen.

## Artabgrenzung
Der Pilz kann mit anderen giftigen oder essbaren Korallenpilzen verwechselt werden. Gut gekennzeichnet ist die Dreifarbige Koralle vor allem durch ihre charakteristische Dreistufigkeit, die jedoch bei jungen und sehr alten Exemplaren weniger ausgeprägt sein kann. Weitere spezifische Merkmale sind der fleischige, weiche Strunk sowie die Schnallen an den Hyphen und die rauen Sporen.

## Ökologie und Phänologie
Die Dreifarbige Koralle ist vor allem an etwas lichteren Stellen auf nacktem oder grasigem Boden außerhalb der Wälder zu finden. In der Regel ist sie bei Buchen- oder buchendominierten Laub- und Laubmischbeständen anzutreffen. Bevorzugt werden dabei frische, neutrale bis basische Böden aus Kalk, Mergel und basischen Ergussgesteinen. Die Fruchtkörper erscheinen meist zwischen August und Oktober.

## Verbreitung
Die Dreifarbige Koralle ist in der Holarktis meridional bis temperat sowie in Australien verbreitet. Sie ist in Asien in China und Japan sowie in Europa zu finden. Auch in Nordamerika soll sie vorkommen. In Europa reicht die Verbreitung von Frankreich und Großbritannien im Westen bis Tschechien und Ungarn im Osten sowie von Italien bis Dänemark und Südschweden im Norden.

### Gefährdung
Aufgrund ihrer nitrophoben Ansprüche ist die Dreifarbige Koralle stark zurückgehend, aber noch nicht selten.

## Toxikologie
Der Verzehr der Dreifarbigen Koralle führt schnell zu einer Vergiftung mit Verdauungsstörungen, hat aber keine lebensbedrohlichen Folgen. Der Giftstoff wurde bisher nicht identifiziert.